# Языково (Самарская область)
Языково — село в Борском районе Самарской области России. Входит в состав сельского поселения Петровка.

## География
Село находится в восточной части Самарской области, в степной зоне, на берегах реки Кутулук, на расстоянии примерно 33 км  (по прямой) к северо-востоку от села Борское, административного центра района. Абсолютная высота — 107 м над уровнем моря.
Климат
Климат характеризуется как резко континентальный, с морозной малоснежной зимой и жарким сухим летом. Средняя температура воздуха самого тёплого месяца (июля) — 21 °C; самого холодного (января) — −14 °C. Среднегодовое количество атмосферных осадков составляет 350 мм.
Часовой пояс
Село Языково, как и вся Самарская область, находится в часовой зоне МСК+1. Смещение применяемого времени относительно UTC составляет +4:00.

## Население
| 2010 |
| ---- |
| 695  |

Половой состав
По данным Всероссийской переписи населения 2010 года, в гендерной структуре населения мужчины составляли 51,9 %, женщины — соответственно 48,1 %.
Национальный состав
Согласно результатам переписи 2002 года, в национальной структуре населения русские составляли 95 % из 674 чел.